# Stormwatch (album de Jethro Tull)
Pour les articles homonymes, voir Stormwatch.
Albums de Jethro Tull
Heavy Horses
(1978) A
(1980)
Stormwatch est le douzième album studio de Jethro Tull, sorti le 14 septembre 1979. Il conclut la trilogie folk rock débutée par Songs from the Wood (1977) et poursuivie par Heavy Horses (1978).
Le bassiste John Glascock, qui souffre de problèmes cardiaques, n'apparaît que sur trois chansons, Flying Dutchman, Orion et Elegy. Sur les autres, c'est Ian Anderson qui joue de la basse, excepté pour la chanson King Henry's Madrigal sur laquelle la basse est jouée par Dave Pegg. Glascock meurt deux mois après la sortie de l'album. Dévasté par la nouvelle, le batteur Barriemore Barlow quitte Jethro Tull à la fin de la tournée de promotion de Stormwatch (durant laquelle la basse est à nouveau tenue par Dave Pegg, nouveau bassiste du groupe).

## Titres
D'après le livret accompagnant l'album :
Toutes les chansons sont composées par Ian Anderson, sauf Elegy et King Henry's Madrigal, airs traditionnels arrangés par David Palmer. Tous les autres arrangements sont du groupe.

### Face 1
1. North Sea Oil – 3:12
2. Orion – 3:58
3. Home – 2:46
4. Dark Ages – 9:13
5. Warm Sporran – 3:33

### Face 2
1. Something's on the Move – 4:27
2. Old Ghosts – 4:23
3. Dun Ringill – 2:41
4. Flying Dutchman – 7:46
5. Elegy (David Palmer) – 3:38

### Titres bonus
L'édition remasterisée parue en 2004 inclut quatre chansons supplémentaires :
1. A Stitch in Time – 3:40
2. Crossword – 3:38
3. Kelpie – 3:37
4. King Henry's Madrigal (Henri VIII) – 3:01

## Musiciens
D'après le livret accompagnant l'album :
- Ian Anderson : chant, chœurs, flûte traversière, guitare acoustique, basse (sauf 2, 9 et 10)
- Martin Barre : guitare électrique, guitare classique, mandoline
- John Glascock : basse (2, 9, 10)
- Dave Pegg : basse sur (14)
- John Evan : orgue, piano
- Dee Palmer  : synthétiseur, orgue portable, arrangements orchestraux
- Barriemore Barlow : batterie, percussions

### Musiciens additionnels
- Francis Wilson : narration (1, 8)
- Dave Pegg : basse (14)